# Portland (Michigan)
Portland – miasto w Stanach Zjednoczonych, w stanie Michigan, w hrabstwie Ionia,  leżące nad rzeką Grand.